# Piscina di Betzaeta
La piscina di Betzaeta (in ebraico בית-חסדא‎?, lett. "casa della Misericordia"), si trovava a Gerusalemme. Essa è nominata nel Vangelo secondo Giovanni 5 come luogo in cui è avvenuto un miracolo di Gesù a favore di un paralitico. La descrizione del Vangelo sottolinea che essa aveva cinque portici.
A seguito dei restauri intrapresi sulla chiesa di Sant'Anna in Gerusalemme nel 1888 sono stati ritrovati i resti di due grandi piscine con cinque portici. Un affresco riscoperto e situato su uno dei muri rappresenta un angelo che smuove l'acqua (un angelo viene menzionato nel testo del Vangelo secondo Giovanni).

## Periodo del Primo Tempio: la piscina superiore
La piscina fu costruita nell'VIII secolo a.C. e fu chiamata la Piscina superiore ("הבריכה העליונה").
È nominata nel secondo Libro dei Re: 

Viene ricordata anche nel libro di Isaia: 

## Periodo del Secondo Tempio: le piscine per il lavaggio degli animali

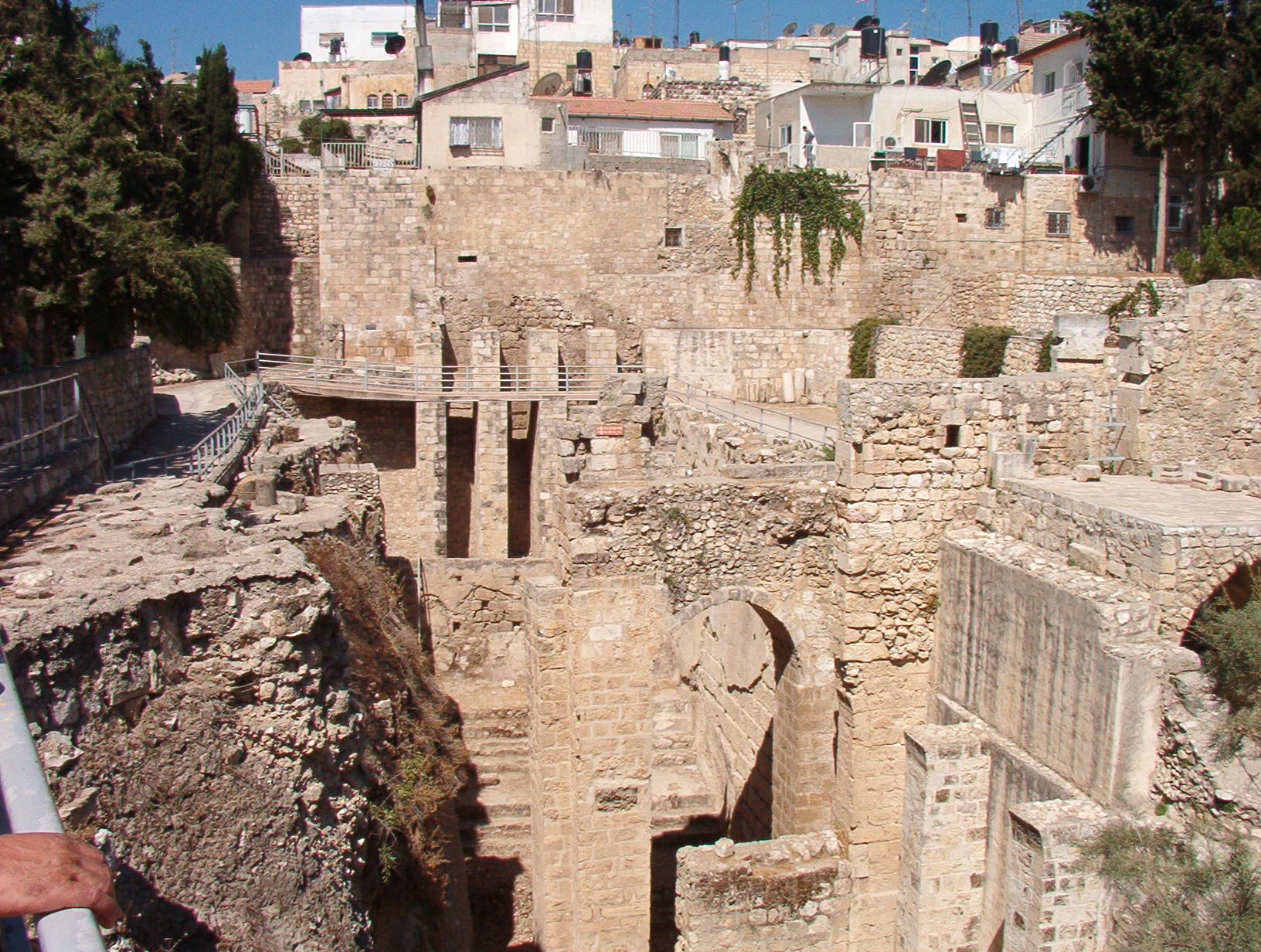
Resti della piscina di Betzaeta a Gerusalemme.

Delle altre piscine furono costruite nel III secolo a.C. dal sommo sacerdote Simone. Queste piscine erano utilizzate per lavare gli agnelli prima del loro sacrificio al Tempio. Questo metodo di utilizzo delle piscine conferiva all'acqua un alone di santità e molti malati venivano per bagnarsi nella piscina nella speranza di guarire. Dal significato di "Piscina degli agnelli" derivava il nome "Piscina probatica" con cui è anche conosciuta.
Le piscine sono nominate nel Nuovo Testamento. Il nome Betzaeta può significare "casa di misericordia". Nel Vangelo di Giovanni si precisa che si trovava presso la "Porta delle Pecore" detta anche "Porta Probatica" (Gv 5,2).